# جراحان قلب (مجموعه تلویزیونی)
جراحان قلب (کره‌ای: 흉부외과: 심장을 훔친 의사들) یک مجموعهٔ تلویزیونی کره جنوبی سال ۲۰۱۸ با بازی گو سو، سو جی هه و اوم کی جون است. این مجموعه از ۲۷ سپتامبر تا ۱۵ نوامبر ۲۰۱۸، روزهای چهارشنبه و پنجشنبه ساعت ۲۲:۰۰ (کی‌اس‌تی) از اس‌بی‌اس پخش شد.